# Patrycja Adamkiewicz
Patrycja Adamkiewicz (Jarocin, 11 de junio de 1998) es una deportista polaca que compite en taekwondo.
Ganó dos medallas en el Campeonato Europeo de Taekwondo, plata en 2022 y bronce en 2018, ambas en la categoría de –57 kg.

## Palmarés internacional
| Campeonato Europeo | Campeonato Europeo       | Campeonato Europeo | Campeonato Europeo |
| Año                | Lugar                    | Medalla            | Categoría          |
| ------------------ | ------------------------ | ------------------ | ------------------ |
| 2018               | Kazán (Rusia)            | Medalla de bronce  | –57 kg             |
| 2022               | Mánchester (Reino Unido) | Medalla de plata   | –57 kg             |